# Робекето Кон Индуно
Робекето Кон Индуно (итал. Robecchetto Con Induno) је насеље у Италији у округу Милано, региону Ломбардија.
Према процени из 2011. у насељу је живело 4634 становника. Насеље се налази на надморској висини од 168 м.

## Становништво
Према резултатима пописа становништва 2011. у општини је живело 4.869 становника.
| 1931. | 1936. | 1951. | 1961. | 1971. | 1981. | 1991. | 2001. | 2011. |
| ----- | ----- | ----- | ----- | ----- | ----- | ----- | ----- | ----- |
| 2.420 | 2.349 | 2.733 | 3.126 | 3.454 | 3.722 | 3.924 | 4.320 | 4.869 |